# Franz Stassen
Franz Stassen (* 12. Februar 1869 in Hanau; † 18. April 1949 in Berlin) war ein deutscher Maler, Zeichner und Illustrator.

## Leben
Von 1886 bis 1892 besuchte Stassen die Berliner Hochschule für Bildende Künste. Nach dem Abschied von der Akademie ließ er sich zunächst in Hanau nieder, kehrte jedoch einige Zeit darauf erneut nach Berlin zurück. Anfangs noch naturalistisch orientiert, wandte sich Stassen nun dem Jugendstil zu, orientierte sich an Sascha Schneider, Fidus, Koloman Moser und Gustav Klimt.
Bis 1908 trat Stassen vor allem als Buchillustrator in Erscheinung. Ebenso gestaltete er Bucheinbände. Neben den über 100 Büchern, die er illustriert hat, schuf er etwa 50 Exlibris und 25 Postkartenmotive. Im Jahr 1908 lieferte er im Auftrag des Kölner Schokoladeproduzenten Ludwig Stollwerck Entwürfe für Stollwerck-Sammelbilder, u. a. für das Stollwerck-Sammelalbum No. 10.
Ebenfalls 1908 suchte Stassen Kontakte zum Bayreuther Wagner-Kreis und wurde bald ein enges Mitglied des Kreises um Siegfried Wagner. Er schuf Mappen zu Wagner-Werken, unter anderem für „Parsifal“ und „Der Ring des Nibelungen“. Sein im Geist des Jugendstils entwickeltes Illustrationsverfahren war auch der realistischen Formgebung des 19. Jahrhunderts verhaftet und zeigte sich durch die pathetische Gestik schon von neuen populären Medien wie der Fotografie beeinflusst. Zeitgenössische Kritiker werteten Stassens Werk auch als Folge der Lebensreformbewegung der Jahrhundertwende und verstanden sie zugleich als eine Huldigung an die germanischen Religionsmythen. Stassen verband diese Vorstellungen allerdings mit einem esoterisch und spiritistisch aufgefassten Christentum.
Unmittelbar nach dem Ersten Weltkrieg illustrierte er das von der NSDAP herausgegebene Buch „Die Protokolle der Weisen von Zion“ des Autors Ludwig Müller von Hausen. Es erschien unter dessen Pseudonym „Gottfried zur Beek“ im Parteiverlag der NSDAP und in einer längeren Fassung im Charlottenburger Verlag „Auf Vorposten“. Stassen trat am 1. Dezember 1930 in die NSDAP ein (Mitgliedsnummer 410.493). Er schuf vier Wandteppiche für Hitlers Reichskanzlei, die Motive aus dem Sagenkreis der Edda darstellten. Er blieb jedoch ein von der Politik abgewandter Illustrator von Wagner-Werken sowie hauptsächlich von Sagen und Märchen. Wichtige Einzelausstellungen fanden 1937 in Bayreuth und 1940 in Dresden statt. 1939 verlieh ihm Hitler den Titel Professor.
1913 war Stassens Ehefrau Minna gestorben. Seit 1941 lebte er mit einem Lebensgefährten zusammen und bekannte sich damit in aller Stille zu seiner homosexuellen Veranlagung. In der Endphase des Zweiten Weltkriegs nahm ihn Adolf Hitler im August 1944 in die Gottbegnadeten-Liste der im Sinne der Nazis wichtigsten deutschen Künstler auf.
Nach dem Zweiten Weltkrieg bemühte sich Stassen mit großer Energie darum, einen Teil seines im Krieg zerstörten Werkes zu ersetzen. Bis zu seinem Tod arbeitete er an seiner vierten Illustrations-Suite zu Goethes Faust.

## Werke (in Auswahl)

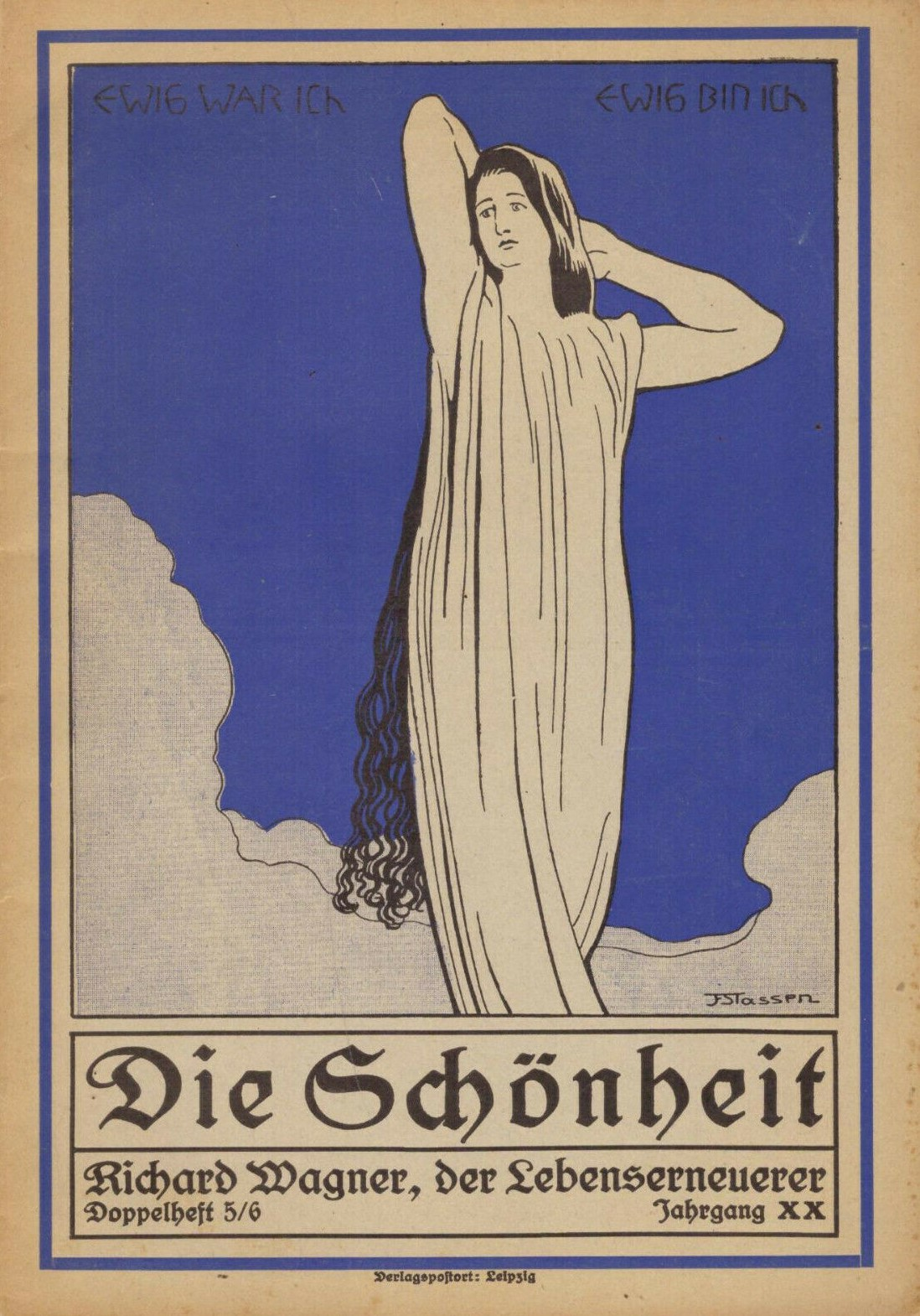

- Ein Dantekranz aus 100 Blättern. Ein Führer durch die Commedia von Paul Pochhammer. Mit 100 Federzeichnungen von Franz Stassen, G. Grote Verlag Berlin 1906.
- Descey, Ernst (Vorwort): Mein singendes klingendes Wien. Illustriert von Franz Stassen (11 sw, 2 fbg auf dem Umschlag). München Berlin Wien ca. 1920, Drei Masken Verlag A.G.
- Deutsche Weihnacht – Eine Liebesgabe deutscher Hochschüler, Kassel 1914?, Furcheverlag Cassel, Softcover, 176 Seiten. Das Titelblatt hat R. C. Hirzel, Berlin, den inneren Buchschmuck Franz Stassen, Berlin gefertigt.
- Deutscher Humor in alter und neuer Zeit (2 Bände), Berlin ca. 1920, Verlag Ludwig Schroeter GmbH, Hardcover. Mit 200 Federzeichnungen von Franz Stassen.
- Eichendorff, Joseph von: Ausgewählte Werke, Berlin 1925, Verlag von Ludwig Schroeter, Hardcover, 295 Seiten. Mit 55 Federzeichnungen von Franz Stassen.
- Ein feste Burg ist unser Gott. Andachtsbuch für das deutsche Haus. Mit einem Geleitwort von Hans von Wolzogen. Mit 100 Federzeichnungen von Franz Stassen. Berlin 1916, Verlagsanstalt für Vaterländische Geschichte und Kunst GmbH.
- Eulenburg, Philipp zu: Rosenlieder. Berlin 1919, Verlag Bote & Bock. Prachtausgabe illustriert von Franz Stassen. (Reprint Boosey & Hawkes · Bote & Bock, Berlin 1999)
- Falke, Gustav: Herr Purtaller und seine Tochter, Stuttgart 1921, K. Thienemanns Verlag, Reihe: Jungmädchen Bücher, Hardcover, 120 Seiten. Mit Federzeichnungen von Franz Stassen, Cover von Henry.
- Glasenapp, C. Fr. von: Siegfried Wagner und seine Kunst. Druck und Verlag von Breitkopf & Härtel in Leipzig 1911. Mit 177 Illustrationen von Franz Stassen.
- Gnauck-Kühne, Elisabeth: Goldene Früchte aus Märchenland – Märchen für jung und alt, Bremen, G. A. v. Halem, Export- u. Verlagsbuchhandlung A.-G. Bremen. Mit 45 Illustrationen von Franz Stassen.
- Goethe, Johann Wolfgang von: Goethes Faust, Mainz 1984, Stassen Verlag, Hardcover, 400 Seiten. Mit 96 Farbillustrationen von Franz Stassen. ISBN 3-924203-01-6
- Grimm, Brüder: Hänsel und Gretel und andere Märchen, Berlin 1922, Verlag von Ludwig Schroeter, Hardcover. Mit 102 Bildern von Franz Stassen (davon einige farbig).
- Grimm, Brüder: Rotkäppchen und sechs andere der schönsten Märchen, Berlin 1921, Verlagsanstalt für Vaterländische Geschichte und Kunst GmbH, Hardcover. Mit 32 Bildern (sw) von Franz Stassen.
- Herzog, Rudolf: Die Nibelungen, Berlin-Wien, Ullstein & Co (1913). Mit Bildern von Franz Stassen.
- Die Insel der Glücklichen – Ein Buch der Freude (Gedicht-Sammlung). Mit 60 Federzeichnungen von Franz Stassen. Berlin 1923, Verlag von Ludwig Schroeter.
- Krügel, Gerhard: Helden streiten, Götter ringen – Deutsche Helden- und Göttersagen. Mit Bildschmuck von Franz Stassen und Günther Zimmermann (davon 10 von Stassen). Frankfurt/Main 1939, Verlag Moritz Diesterweg.
- Krügel, Gerhard: Menschen kämpfen – Märchen von Tapferkeit und Treue. Mit Bildschmuck von Franz Stassen (6 Zeichnungen sw), Titelbild von Bohn. Frankfurt/Main 1943, Verlag Moritz Diesterweg.
- Kusche, Arthur: Sagen vom Rhein. Mit Bildern von Franz Stassen (10 ganzseitige Bilder, 1 farbiges Umschlagbild und Zierleisten). Mainz 1902, Victor von Zabern.
- Lechleitner, Franz: Sonnenkinder, Märchen von .... Mit Zeichnungen von Franz Stassen (19 sw plus 1 farbige Umschlagillustration). Berlin, Verlag von Fischer & Franke.
- Hermann Menge: Das Neue Testament. Mit 40 Vollbildern und Buchschmuck von Franz Stassen. C. Appenhans & Comp., Braunschweig 1909.
- Die sieben Raben, gezeichnet von Franz Stassen (8 große farbige Vollbilder und 7 sw Textzeichnungen). Mainz vor 1917. Scholz’ Künstler-Bilderbücher Nr. 13, Verlag von Jos. Scholz in Mainz.
- Silentium – Alte und neue Studenten-, Kommers- und Volkslieder für Klavier mit vollständigen Texten. Krone, Hermann (Hrsg.). Illustriert von F. Stassen (10 Illustrationen und 1 Textrahmen). Berlin München 1929, Drei Masken Verlag A.G.
- Volbehr, Theodor: Hinter dem Erdentag, Berlin, Fischer & Franke, (1901). Mit Illustrationen von Franz Stassen.
- Vom Erleben Gottes – Ein Buch deutschen Glaubens. Mit Federzeichnungen von Franz Stassen (29 Illustrationen sw). Berlin 1923, Verlag von Ludwig Schroeter.
- Von allerlei Schelmen und Sonntagskindern – Humoristische Erzählungen. Mit 56 Federzeichnungen von Franz Stassen. Berlin 1934. Verlag Ludwig Schroeter G.m.b.H.
- Von heiligen und unheiligen Leuten -- Humoristische Erzählungen. Mit 67 Federzeichnungen (sw) von Franz Stassen. Berlin 1935, Verlag Ludwig Schroeter G.m.b.h. Berlin.
- Parsifal. 15 Bilder zu Richard Wagner's Bühnenweihfestspiel, Copyright 1914 by B. Behr's Verlag / Berlin (36 × 46 cm)
- Wildenbruch, Ernst von: Der Meister von Tanagra – Eine Künstlergeschichte aus Alt-Hellas. Mit Bildern von Franz Stassen (17 Zeichnungen sw). Berlin 1925, G. Grote’sche Verlagsbuchhandlung.
- Wolzogen, Hans von: Beowulf – Gudrun. Mit Federzeichnungen von Franz Stassen (23 St.). Berlin 1920, Verlagsanstalt für Vaterländische Geschichte und Kunst GmbH.
- Wolzogen, Hans von: Die Edda, Germanische Götter- und Heldensagen. Erster Band: Göttersagen. Mit 48 Federzeichnungen von Franz Stassen. Berlin 1919, Verlagsanstalt für Vaterländische Geschichte und Kunst GmbH.

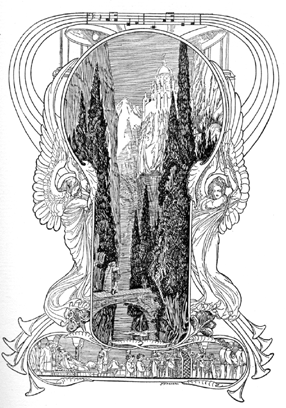
Monsalvat (1903)
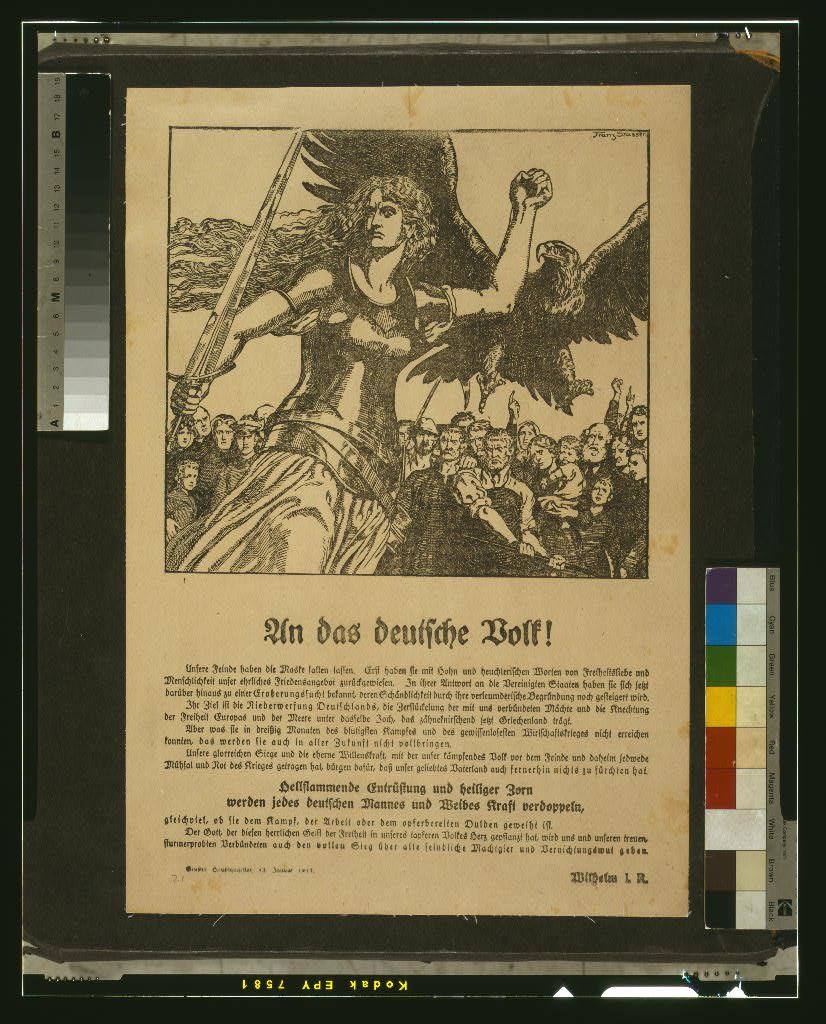
An das deutsche Volk! (zwischen 1914 und 1918)
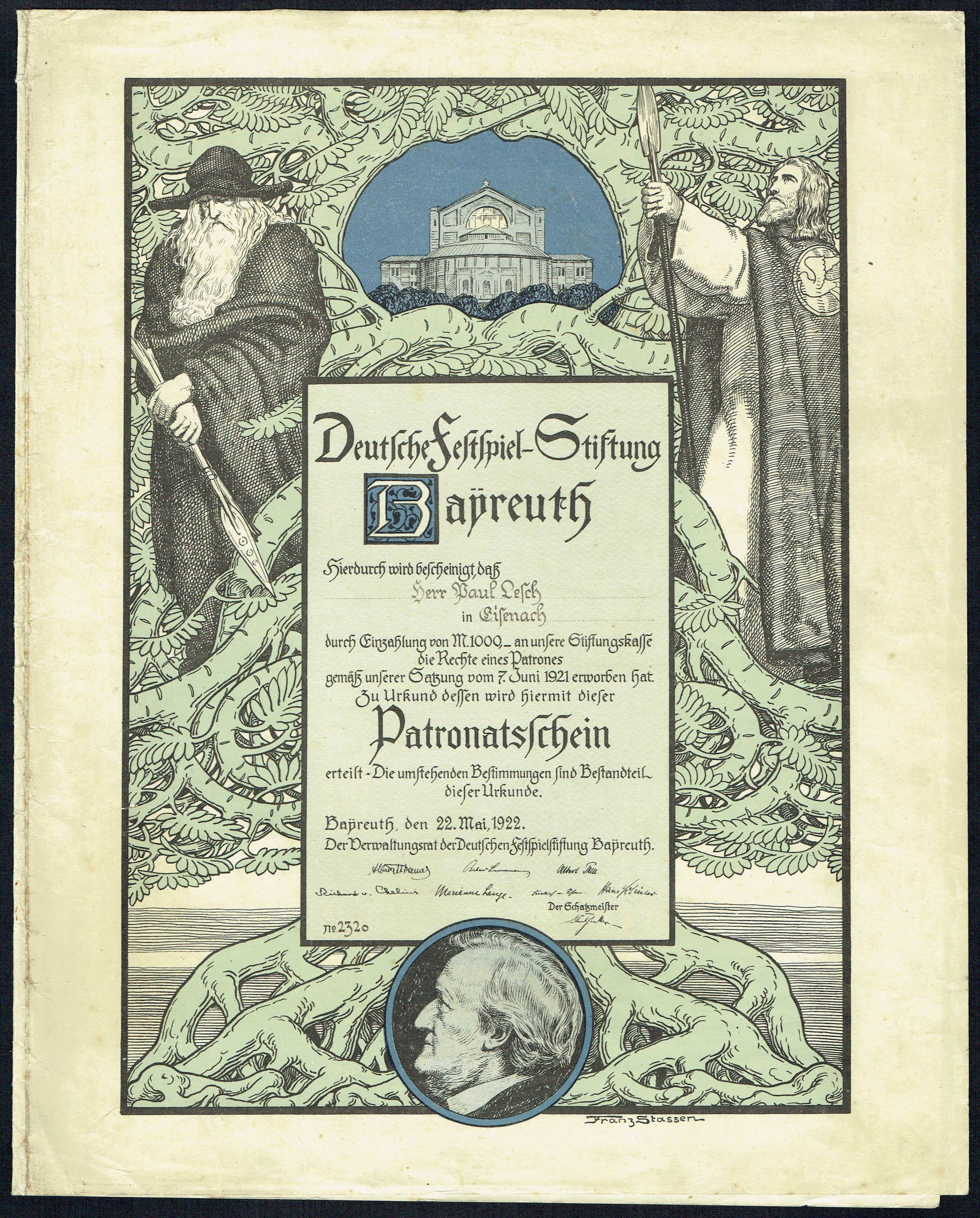
Patronatsschein der Deutschen Festspiel-Stiftung vom 22. Mai 1922
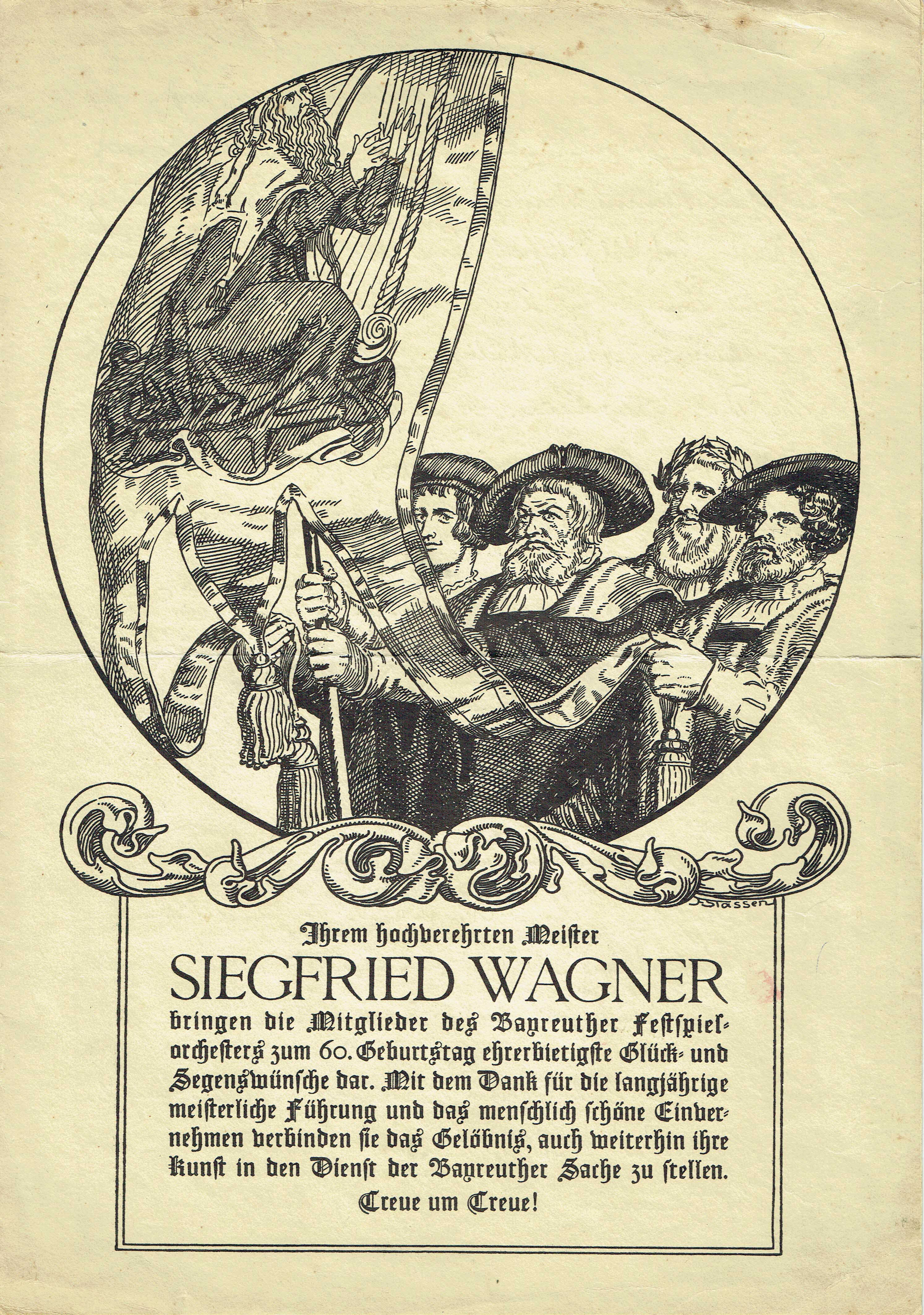
Geburtstagskarte des Bayreuther Festspiel-Orchesters für Siegfried Wagner zu seinem 60. Geburtstag 1929
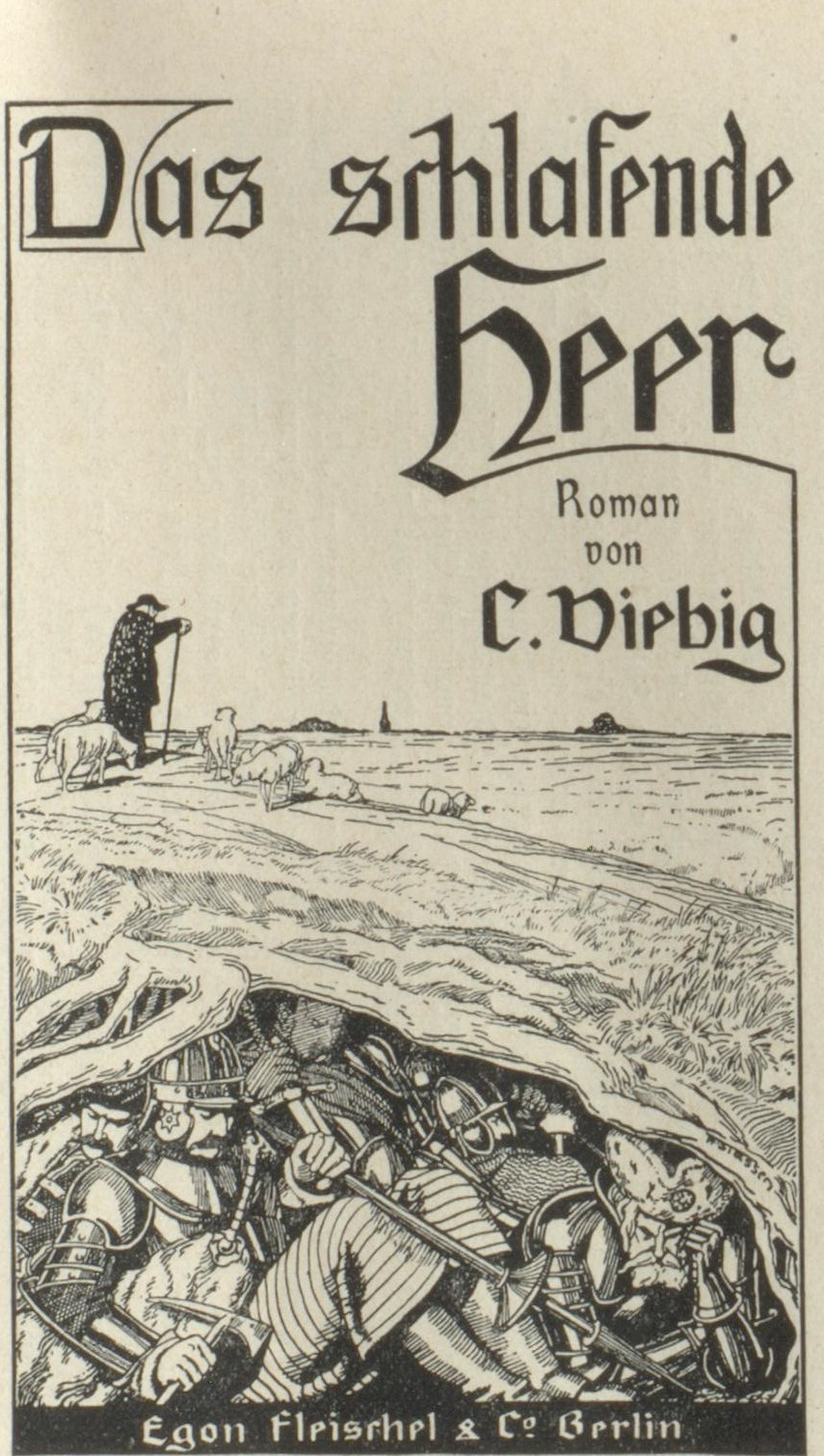
Clara Viebig: Das schlafende Heer
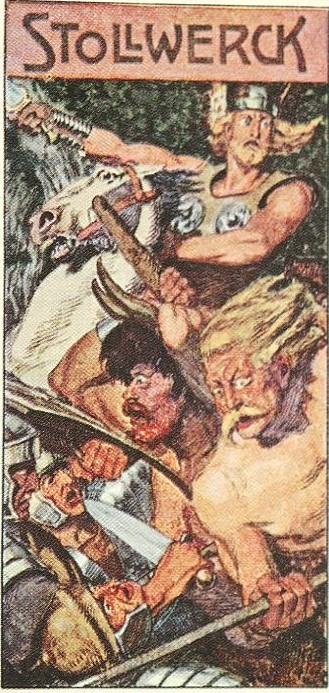
Arminius (1908)